# 열사 (칭호)
열사(烈士, 문화어: 렬사)는 나라를 위하여 절의를 굳게 지키며 자신의 뜻을 죽음으로서 펼친 사람을 이르는 칭호이다. 주로 맨몸으로 항거한 사람을 가리켜서 무력으로 항거하는 의사와 구별된다. 이 칭호는 국가에서 공식적으로 지정하는 것이 아니다. 대표적인 예로 유관순 열사, 이준 열사, 이한열 열사, 박종철 열사, 전태일 열사가 있다.

## 다른 호칭
의사(義士)라는 칭호는 직접적인 무력(武力)으로 항거를 하여 의롭게 죽은 사람을 일컫는 칭호로서, 열사와 대비한다. 의사의 대표적인 예로 안중근 의사, 윤봉길 의사, 이봉창 의사가 있다.
지사(志士)라는 칭호는 나라와 민족을 위하여 제 몸을 바쳐 일하려는 뜻을 가진 사람이다. 지사의 대표적인 예로 오희옥 지사, 유순희 지사, 남자현 지사가 있다.
'지사'라는 칭호는 '의사'와 '열사'를 포함할 수도 있고, 대상이 살아 있을 때도 쓸 수 있다.